# Яхня
Яхня — река в России, протекает по Антроповскому району Костромской области. Устье реки находится в 11 км от устья Еги по правому берегу. Длина реки составляет 13 км.
Начинается юго-западнее деревни Маслово в 13 км к северо-западу от посёлка Антропово. Течёт на юго-восток, в среднем течении на левом берегу деревня Конышево, впадает в Егу у деревни Ананьино.

## Данные водного реестра
По данным государственного водного реестра России относится к Верхневолжскому бассейновому округу, водохозяйственный участок реки — Унжа от истока и до устья, речной подбассейн реки — Бассей притоков Волги ниже Рыбинского водохранилища до впадения Оки. Речной бассейн реки — (Верхняя) Волга до Куйбышевского водохранилища (без бассейна Оки).
Код объекта в государственном водном реестре — 08010300312110000016140.